# Jókai Mária
Jókai Mária (Aha, 1937. január 18. –) szlovákiai magyar tanár, néprajzkutató.

## Élete
Komáromban óvónői, majd 1955-ben Pozsonyban tanítói képesítést szerzett. Nyugdíjba vonulásáig különböző zoboraljai falvakban (Kalász, Gímes, Barslédec) tanított. Elsősorban a zoboraljai népszokások, gyermekjátékok és viselet feltérképezésével foglalkozik.
Kálazon tánccsoportot, Gímesen Villő nevű folklórcsoportot alakított.

## Elismerései
- 1984 Ürge Máriával gyermekjátékgyűjtése második díjat nyert a Szlovák Néprajzi Társaság pályázatán.
- 1985 UNESCO-díj
- 2000 Életfa-díj
- 2002 ezüstplakett
- 2017 Magyar Arany Érdemkereszt[1]
- 2022 Csemadok Életműdíj[2]

## Művei
- 1978 Szlovákiai magyar népviseletek. Hét 12, 24.
- 1981 Guzsalyok. Hét 41, 24.
- 1981 A szövőszék. Hét 49, 24.
- 1981 Csipkeverő eszközök. Hét 51, 24.
- 1981 Lagzis fazék, a kettesfazekacska. Hét 43, 24.
- 1981 Cseréptálak. Hét 42, 24.
- 1982 A látka. Hét 1, 24.
- 1982 Párták. Hét 11/ 25, 24.
- 1984 Milyen legyen a Tavaszi szél? Hét 18, 7.
- 1984 Menyasszonyi viselet a Zoboralján. MNapt, 183—187.
- 1985 A zoboralji pártákról, koszorúkról, menyasszonyi viseletről. In: Zoboralja 1985, 4-5.
- 1985 Ulicskázás Béden. In: Zoboralja. Nyitra, 16-17.
- 1985 A lédeci néprajzi gyűjtemény. Néprajzi Hírek 14, 24-25.
- 1985 Villő. Gyermek-folklórcsoport Gimesen. Néprajzi Hírek 14, 37-39.
- 1991 Virágvasárnapi szokások Zoboralján. In: Halász Péter (szerk.): A Duna menti népek hagyományos műveltsége – Tanulmányok Andrásfalvy Bertalan tiszteletére. Budapest, 435-442.
- 1995 Nyitra és környéke. In: Barangoló Csallóköztől a Bodrogközig. Pozsony, 83-98.
- 1998 Szlovákiai magyar népviseletek (tsz. Méry Margit)
- 1999 Felsőaha – Látnivalók. Honismereti Kiskönyvtár 106. Bratislava. (tsz. Motesíky Árpád, Reško Sándor)
- 2001 András-naptól farsangig Nyitra vidékén. Nyitra.
- 2003 Hamvazószerdától Szent Ivánig Nyitra vidékén. Pozsony.
- 2004 Szent Ivántól Kisasszonyig – Nyitra vidékének népi hagyományai 3.
- 2005 Mária-naptól Márton-napig. Pozsony.
- 2006 Zoboralji gyermekjátékok
- Népi gyógymódok és tisztálkodási szokások; AB-art, Pozsony, 2008 (Nyitra vidékének népi hagyományai)